# Oblast Transkarpatië
De oblast Transkarpatië (Oekraïens: Закарпатська область, Zakarpats'ka oblast, Hongaars: Kárpátalja) is een oblast in het westen van Oekraïne, grenzend aan de landen Polen, Slowakije, Hongarije en Roemenië. De oblast valt nagenoeg samen met de historische landstreek Karpato-Roethenië. De hoofdstad van Transkarpatië is het tegen de Slowaakse grens gelegen Oezjhorod. De oblast heeft 1.250.129 inwoners (2021).

## Geografie
De naam duidt aan dat de oblast ten opzichte van de rest van Oekraïne aan de andere kant van de Karpaten ligt, om precies te zijn in de Woudkarpaten of Beskiden. Dit gebergte is voor een groot deel begroeid met bos.
In het zuidwesten van Transkarpatië bevinden zich de valleien van de rivieren de Latorica en vooral de Tisa. Hier woont het grootste deel van de bevolking en wordt hoofdzakelijk landbouw bedreven.

## Geschiedenis
Transkarpatië maakte deel uit van Oostenrijk-Hongarije, totdat dat aan het einde van de Eerste Wereldoorlog uiteenviel. Op het huidige gebied lagen delen van vier Hongaarse comitaten: Ung, Bereg, Ugocsa en Máramaros.
Vanaf 1920 werd het een onderdeel van de nieuw gevormde staat Tsjecho-Slowakije, waarin het naast Bohemen, Moravië en Slowakije, een van de regio's vormde. Op 15 en 16 maart 1939 bestond er op een deel van het grondgebied voor 24 uur de republiek Karpato-Oekraïne, vaak als de kortst levende onafhankelijke staat gezien. Gedurende de Tweede Wereldoorlog was de regio onderdeel van Hongarije als uitvloeisel van de Eerste Scheidsrechterlijke Uitspraak van Wenen. Na de Tweede Wereldoorlog werd Transkarpatië geannexeerd door de Sovjet-Unie en werd het een onderdeel van de Oekraïense SSR. Nadat de Sovjet-Unie uiteenviel in 1991, werd het automatisch een oblast van het onafhankelijke Oekraïne.

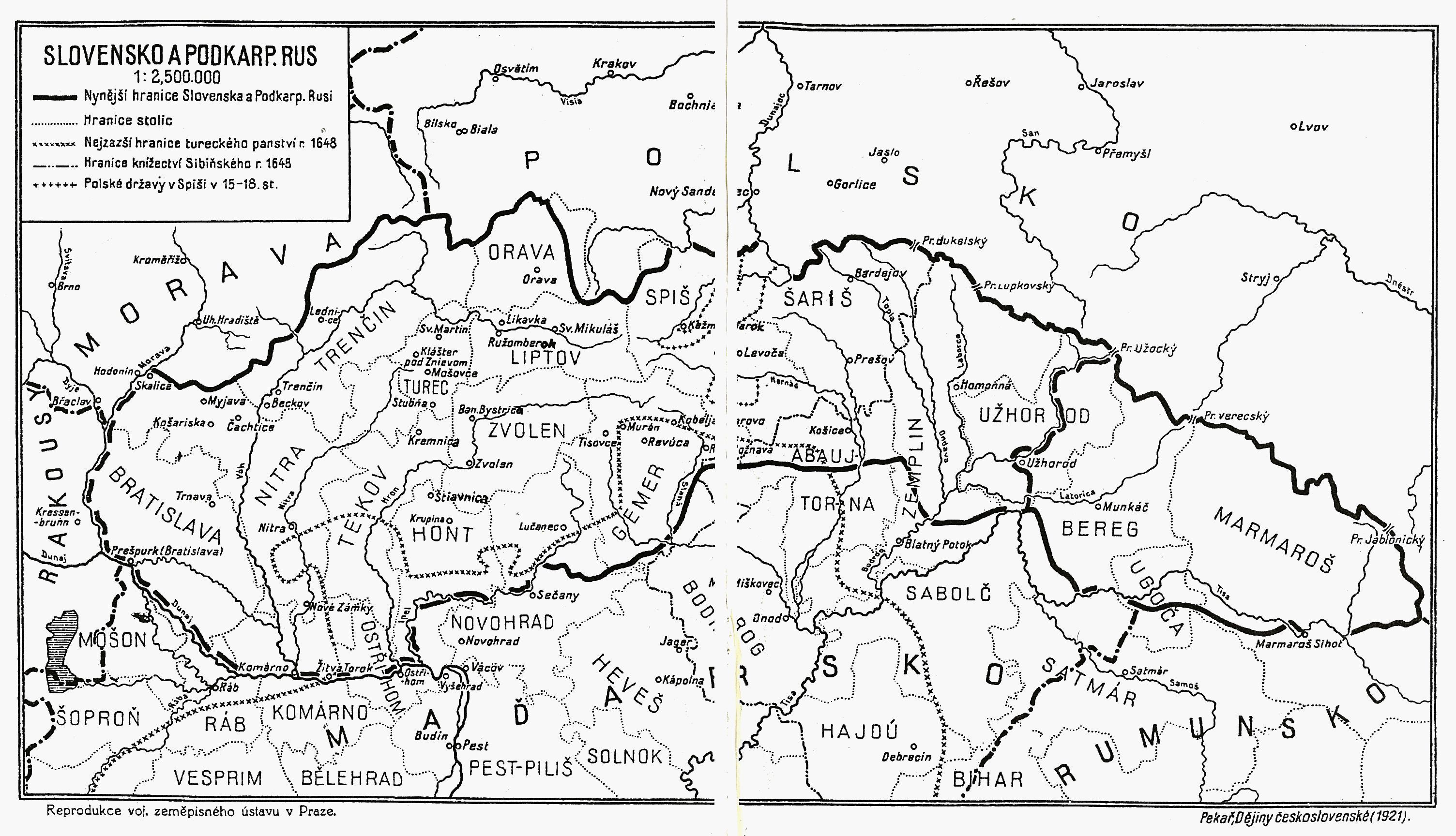
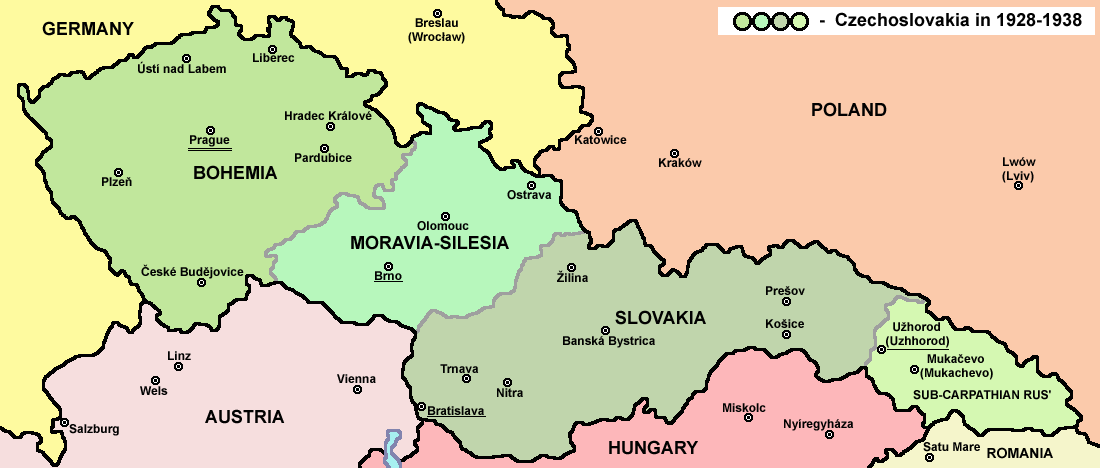

## Bevolking
De bevolking van het oblast is divers. Naast  Oekraïners vormen de Hongaren (zie Hongaarse minderheid in Oekraïne) en Roemenen belangrijke minderheden.
Volgens de volkstelling van 2001 is de bevolking van Transkarpatië over de volgende bevolkingsgroepen verdeeld:
- Oekraïners - 80,5%

Dit is inclusief de Roethenen en de Hoetsoelen. Deze worden in Oekraïne namelijk niet gezien als aparte volken, maar als onderdeel van het Oekraïense volk.
- Hongaren - 12,1%
- Roemenen - 2,6%
- Russen - 2,5%
- Zigeuners - 1,1%
- Slowaken - 0,5%
- Duitsers - 0,3%

De verschillende talen en culturen hebben onder andere recht op onderwijs in hun eigen taal en eigen verenigingen. De eerste Hongaarse college (Hogeschool) in Oekraïne, genaamd II. Rákoczi Ferenc College bevindt zich in Berehove.
De zigeunerbevolking (Roma) van Transkarpatië (14.000) is de grootste van Oekraïne.

### Historische bevolkingssamenstelling Transkarpatië
Het huidige oblast ontstond in 1944 als onderdeel van de Sovjet-Unie. In 1921 was het onderdeel van het nieuw gevormde land Tsjecho-Slowakije. Daarvoor was het gebied ingedeeld in comitaten en onderdeel van Hongarije (dat weer onderdeel was van de Habsburgse Oostenrijks-Hongaarse monarchie).
In 1910 had het gebied 605.942 inwoners, waarvan 54,5% Oekraïner/Roetheen/Rus was en 30,6% Hongaarstalig (ook Joden en Zigeuners).
In 1921 had het gebied 606.568 inwoners, waarvan 372.884 Russen (Roethenen) (61,47%), 102.144 Hongaren (16,83%), 80.059 Joden (13,19%), 19.737 Tsjechoslowaken (3,25%).
In 1959 had het gebied 920.173 inwoners, waarvan 686.464 Oekraïners (Roethenen) (74,6%), 146.247 Hongaren (15,89%).
In 1989 had het gebied 1.245.618 inwoners, waarvan 976.749 Oekraïners (78,41%) en 155.711 Hongaren (12,5%).
In 2001 had het gebied 1.010.100 Oekraïners (80,5%) en 151.500 Hongaren (12,1%).

### Religie
De grootste kerk in Transkarpatië is de Orthodoxe kerk van Oekraïne. De Hongaarse minderheid behoort tot de Hongaarse Gereformeerde Kerk en de Rooms Katholieke kerk.
Verder is de historische Roetheense Grieks-Katholieke Kerk aanwezig. Dit is een kerk van de byzantijnse ritus die de paus van Rome erkent en door de Habsburgse overheersers werd ingesteld om de macht van de Orthodoxe Kerk te verminderen.

## Economie
De economie van Transkarpatië is vooral afhankelijk van de grenshandel, wijnbouw en bosbouw.

## Bestuur
Het bestuur van Transkarpatië wordt gevormd door de raad van het Oblast die 64 zetels telt.
Tijdens de verkiezingen van 25 oktober 2020 werden de volgende partijen gekozen:
- Onze geboortegrond Transkarpatië - 12 zetels
- In dienst van het volk - 11 zetels
- Thuis - 8 zetels
- Oekraïens Hongaarse Partij - 8 zetels
- Groep Andrij Baloga - 7 zetels
- Europese solidariteit - 6 zetels
- Voor de Toekomst - 6 zetels
- Oppositie Platform - Voor het leven - 6 zetels

## Bestuurlijke indeling
De oblast is sinds 2020 onderverdeeld in 6 rajons. Elke rajon heeft zijn eigen gekozen raad.
- Berehove
- Moekatsjevo
- Rachiv
- Choest
- Tjatsjiv
- Oezjhorod

## Plaatsen in de oblast Transkarpatië
- Choest
- Rachiv
- Serednje
- Solotvyno
- Tjatsjiv
- Vynohradiv
- Vylok
- Vysjkovo